# 16/9
16/9 – drugi album studyjny francuskiej piosenkarki Nadiyi, wydany 1 czerwca 2004 roku. Płyta ta stała się niezwykle popularna we Francji i Szwajcarii. Album "16/9" stał się przepustką dla Nadiyi do światowej kariery. Sprzedał się na świecie w ilości 750 000 egzemplarzy i certyfikowany został podwójną platyną. Pochodzą z niego single "Parle moi", "Et c'est parti", "Si loin de vous" i "Signes".

## Lista utworów
1. "Ouverture" – 0:26
2. "Parle-moi" (Géraldine Delacoux, Thierry Gronfier) – 4:35
3. "Et c'est parti..." (featuring Smartzee) (Thierry Gronfier, Nâdiya, Mehdy Boussaïd, Hector Zounon) – 3:51
4. "Quand vient la nuit" (featuring Yanis, her son) (Thierry Gronfier, Mehdy Boussaïd) – 3:41
5. "Si loin de vous" (Hey Oh... Par la Radio) (Thierry Gronfier, Nâdiya, Mehdy Boussaïd) – 4:18
6. "Les gestes pas les mots" (Lionel Florence, Jean-Pierre Taïeb) – 3:10
7. "Space" (featuring S.T.A.) (Mehdy Boussaïd, Franck Rougier) – 4:50
8. "Nâdiya, Vers les étoiles" (featuring Cool-T) (Chrstine Asamoah, Mehdy Boussaïd, Thierry Gronfier, Thomas Pieds) – 4:43
9. "Signes" (Mehdy Boussaïd, Thierry Gronfier, Sindbad Ioualalen) – 3:36
10. "Hey!!! Laisse tomber!" (Géraldine Delacoux, Thierry Gronfier) – 5:00
11. "Ouvre grand ton coeur" (Laura Mayne, Yves-Michel Akle) – 4:46
12. "La personne à qui tu penses" (Annie Chazard, David Manet, Pierre François Richeux) – 5:18

## Pozycje na listach
| Lista (2004)                  | Najwyższa pozycja | L. tygodni na liście |
| ----------------------------- | ----------------- | -------------------- |
| French Album Top 200          | 6                 | 93                   |
| Belgium Wallonie Album Top 50 | 19                | 32                   |
| Swiss Album Top 100           | 76                | 13                   |

## Single
| Rok  | Singel                                                                                      | Pozycje na listach | Pozycje na listach | Pozycje na listach | Pozycje na listach |
| Rok  | Singel                                                                                      | FR                 | SUI                | BEL                | NL                 |
| ---- | ------------------------------------------------------------------------------------------- | ------------------ | ------------------ | ------------------ | ------------------ |
| 2004 | Parle-moi - Wydany: Marzec 2004 - Producent: Thierry Gronfier - Format: single CD, download | 2                  | 11                 | 2                  | -                  |
| 2004 | Et c'est parti... - Wydany: Czerwiec 2004 - Producent: Thierry Gronfier - Format: single CD | 5                  | 21                 | 1                  | 14                 |
| 2004 | Si loin de vous - Wydany: 27 grudnia 2004 - Producent: Thierry Gronfier - Format: single CD | 6                  | 27                 | 10                 | -                  |
| 2005 | Signes - Wydany: 24 kwietnia 2005 - Producent: Thierry Gronfier - Format: download          |                    |                    |                    |                    |